# Framåt fredag
Framåt fredag är ett radioprogram i Sveriges Radio P4 som sänds i SR Väst. Programledare är Benny Andersson, Jimmie Schewenius, Peter Sundblad, Lars Gunnar Övermyr och Elin Fredriksson. I programmet diskuteras nyheter från veckan som gått. Ett stående inslag är att programledarna skriver nya sångtexter till kända melodier. Ett urval av sångerna har släppts på CD. 
Ett utdrag ur Framåt fredag ingick tidigare som ett block i P4-programmet Kalas.

## Diskografi
- 2004 – Radioaktiva favoriter 1
- 2005 – Radioaktiva favoriter 2
- 2006 – Radioaktiva favoriter 3